# بيترو هنري
بيترو هنري (بالفرنسية: Simone Henry)‏ هي منافسة ألعاب القوى فرنسية، ولدت في 3 مايو 1938 في سان فلور في فرنسا.

## وصلات خارجية
- بيترو هنري على موقع الاتحاد الفرنسي لألعاب القوى (الفرنسية)
- بيترو هنري على موقع اللجنة الأولمبية الدولية (الإنجليزية)
- بيترو هنري على موقع أوليمبيديا (الإنجليزية)